# Ernest II de Saxònia-Coburg Gotha
Ernest II de Saxònia-Coburg Gotha (alemany: Ernst II von Sachsen-Coburg und Gotha)  (Coburg, 21 de juny de 1818 - Reinhardsbrunn, 22 d'agost de 1893) va ser el duc sobirà del ducat de Saxe-Coburg i Gotha des del 29 de gener de 1844 fins a la seva mort. Va néixer a Coburg ; el seu pare Ernest I de Saxònia-Coburg Gotha, es va convertir en duc Ernest I de Saxònia-Coburg i Gotha el 1826 mitjançant un intercanvi de territoris.
El 1842, Ernest es va casar amb la princesa Alexandrine de Baden en el que havia de ser un matrimoni sense fills. Com a duc regnant, va donar suport a la Confederació alemanya a les guerres de Schleswig-Holstein contra Dinamarca, enviant milers d'homes i convertint-se en el comandant d'un cos alemany; com a tal, va ser fonamental en la victòria de 1849 a la batalla d'Eckernförde contra les forces daneses. Després que el rei Otó I de Grècia es va deposar el 1862, el govern britànic va presentar el nom d'Ernest com a possible successor. Les negociacions sobre això van fallar per diverses raons, no menys important, entre elles, que no renunciaria als seus estimats ducats a favor del tron grec.
Defensor d'una Alemanya unificada, Ernest va veure amb gran interès els diversos moviments polítics. Si bé inicialment era un gran i foragitat defensor del liberalisme alemany, va sorprendre a molts en canviar de bàndol i donar suport als prussians més conservadors (i finalment victoriosos) durant les guerres austro-prussianes i francoprussianes i la posterior unificació d'Alemanya. El seu suport als conservadors va arribar a un preu tanmateix i ja no se'l va veure com el possible líder d'un moviment polític. Segons la historiadora Charlotte Zeepvat, Ernest es va "perdre cada cop més en un remolí d'atraccions privades que només guanyava menyspreu des de fora".
Ernest i el seu únic germà sencer, el seu germà petit, el príncep Albert (consort a la reina Victòria I del Regne Unit), van ser criats com a bessons. Es van aproximar a la separació i divorci dels pares, així com eventualmmment a la mort de la seva mare, la princesa Lluïsa de Saxònia-Gotha-Altenburg. La seva relació experimentarà fases de proximitat i arguments menors a mesura que envelleixen. Després de la mort d'Albert el 1861, Ernest va publicar fulletons anònims contra diversos membres de la família reial britànica. No obstant això, va acceptar el segon fill d'Albert, el príncep Alfred duc d'Edimburg, com a hereu seu. A la mort d'Ernest a Reinhardsbrunn, Alfred va succeir al tron ducal.

## Vida de joventut

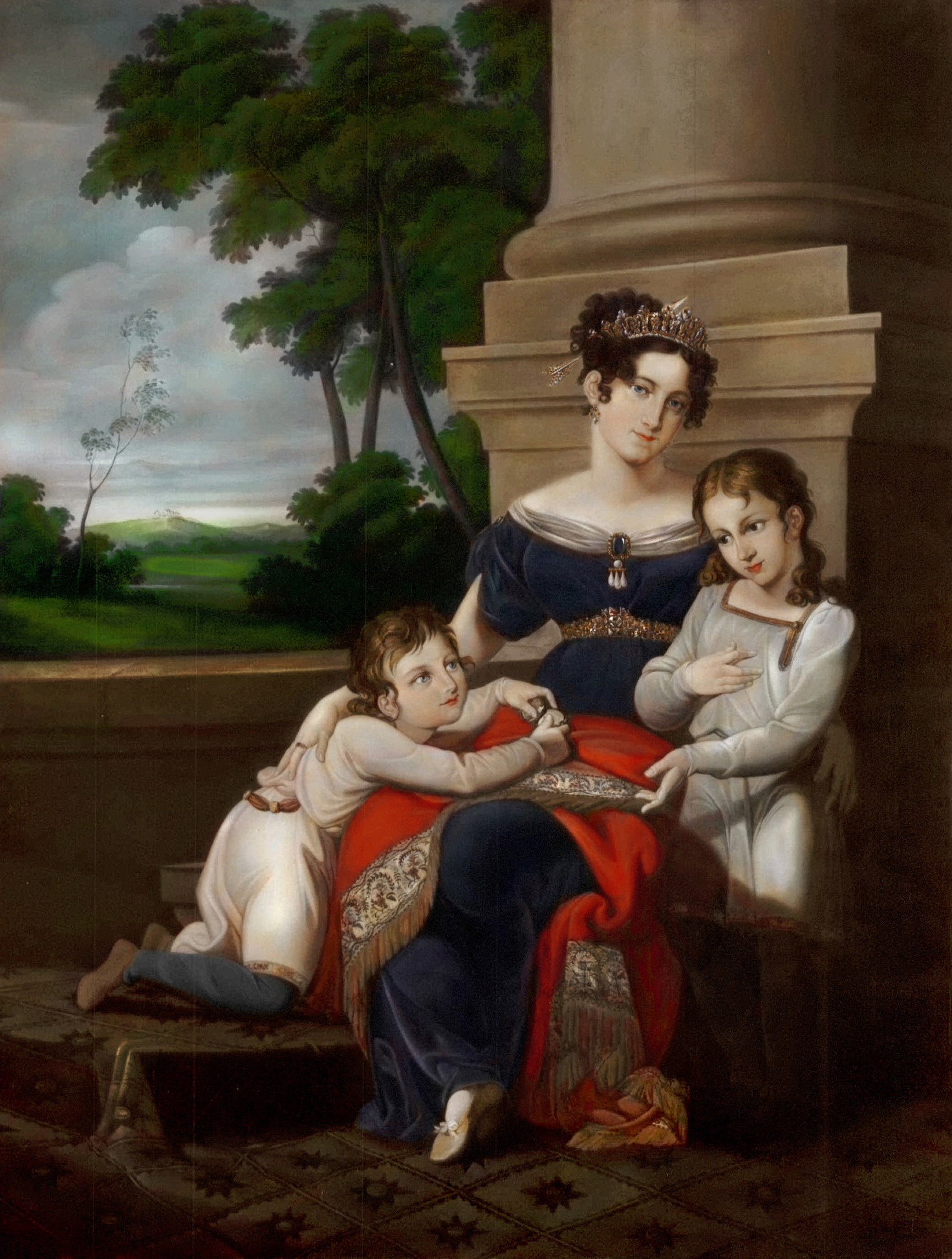
Luisa de Sajonia-Gotha-Altenburg, duquessa de Sajonia-Coburg i Gotha, amb els seus fills

Ernest, príncep hereditari de Saxònia-Coburg-Saalfeld, va néixer al palau d'Ehrenburg de Coburg el 21 de juny de 1818. Era el fill gran d'Ernest III, duc de Saxònia-Coburg-Saalfeld (després Ernest I, duc de Saxònia-Coburg i Gotha) i la seva primera esposa la princesa Lluïsa de Saxònia-Gotha-Altenburg. Ben aviat se li va unir un germà, el príncep Albert, que després es convertiria en el marit de la reina Victòria. Tot i que el duc Ernest va greixar nombrosos fills en diversos assumptes, els dos nois no tindrien cap germà legítim. El 1826, el seu pare va governar com a Ernest I, duc de Saxònia-Coburg i Gotha, a través d'un intercanvi de territoris després de la mort de l'oncle del duc, Frederic IV, duc de Saxònia-Gotha-Altenburg.
Hi ha diversos relats de la infància d'Ernest. Quan tenia catorze mesos, un criat va comentar que l'Ernest "corre com una bruixa. Està entretingut i tan cruixent com un petit teixó per la impaciència i la vivacitat. Ara no és bonic, tret dels seus bells ulls negres". El maig de 1820, la seva mare va descriure a Ernest com "molt gran per a la seva edat, a més d'intel·ligent. Els seus grans ulls negres estan plens d'esperit i vivacitat". El biògraf Richard Hough escriu que "fins i tot des de la seva infància, era evidentment evident que el fill gran es va endur part seu pare, en caràcter i aparença, mentre que Albert s'assemblava molt a la seva mare en molts aspectes". Ernest i el seu germà sovint vivien amb la seva àvia Augusta de Reuss-Ebersdorf duquessa vídua de Saxònia-Coburg-Saalfeld fins a la seva mort el 1831.
Ell i l'Albert van ser educats junts com si fossin bessons. Tot i que Albert era catorze mesos més jove, superava a Ernest intel·lectualment. Segons el seu tutor, "Van anar de la mà en totes les coses, ja siguin a la feina o al joc. Comprensant-se en les mateixes tasques, compartint les mateixes alegries i les mateixes penes, no es van sentir lligats entre ells per no sentir comú l'amor mutu". Potser els esmentats "dolors" es relacionaven amb el matrimoni dels pares; no era feliç i el duc Ernest I era contínuament infidel. El 1824, Ernest I i Louise es van divorciar; Posteriorment, va abandonar Coburg i se li va deixar tornar a veure els seus fills. Louise aviat es va tornar a casar amb Alexander von Hanstein, comte de Pölzig i Beiersdorf, i va morir el 1831 als trenta anys. L'any després de la seva mort, el seu pare es va casar amb la seva neboda duquessa Marie de Württemberg, que era filla de la seva germana Antonieta. La seva madrastra va ser així també la seva primera cosina. El duc i la seva nova duquessa no eren propers i no produirien fills; mentre que els nois van mantenir una relació feliç amb la seva madrastra, Marie va tenir poc o gens d'entrada en la vida dels seus germanastres. La separació i divorci dels seus pares, així com la mort posterior de la seva mare, van deixar que els nois tinguessin cicatrització i una estreta col·laboració entre ells.
El 1836, Ernest i Albert van visitar la seva cosina matrimonialment elegible, la princesa Victòria de Kent, passant unes setmanes al castell de Windsor. Els dos nois, especialment Albert, eren considerats per la seva família com un potencial marit de la jove princesa i tots dos van ser ensenyats a parlar un anglès competent. El seu pare va pensar inicialment que Ernest seria un marit millor per a Victoria que Albert, possiblement perquè els seus interessos esportius serien més ben rebuts pel públic britànic.D'Auvernia, pàg. 164 Tot i això, la majoria d'altres persones de la cort van afavorir Albert per Ernest com a possible marit. Temperamentalment, Victoria s'assemblava molt a Ernest, perquè ambdós eren animats i sociables amb un amor pel ball, les xafarderies i les converses de les tardes; per la seva banda, aquest ràpid ritme va fer que Albert emmalaltís físicament. Victoria creia que Ernest tenia una expressió "més amable, honesta i intel·ligent en la seva cara", mentre que Albert "semblava ple de bondat i dolçor, i molt intel·ligent" No hi havia oferta de matrimoni per a cap dels dos germans, i tots dos van tornar a casa.
Ernest va ingressar a la formació militar més tard aquell any. L'abril del 1837, Ernest i Albert i la seva llar es van traslladar a la Universitat de Bonn. Sis setmanes després del seu període acadèmic, Victoria va succeir al tron del Regne Unit. Com a rumors d'un matrimoni imminent entre ella i Albert van interferir en els seus estudis, els dos germans van marxar el 28 d'agost de 1837 al tancament del terme per viatjar per Europa. Van tornar a Bonn a principis de novembre per continuar els seus estudis. Els germans van tornar a viatjar a Anglaterra el 1839, moment en el qual Victoria va trobar agradable el seu cosí Albert i aviat va proposar-los. Aquesta connexió tindria moltes per a Ernest en el futur; per exemple, va ser seleccionat com a padrí per a la segona filla d'Albert, la princesa Alícia, i acabaria venint a regalar-la en el casament, només uns mesos després de la mort d'Albert.
Gràcies a les seves connexions reials generalitzades, va viatjar àmpliament en aquesta etapa de la seva vida. El 1840 i el 1841 passà a Espanya i Portugal; a implicacions Portugal, un altre cosí, Ferran, era rei consort.

## Matrimoni
Es van presentar diverses candidates com a possible esposa a Ernest. El seu pare volia que mirés a una dona d'alt rang, com la gran duquessa russa, per a una esposa. Una de les possibilitats era la princesa Clementina d'Orleans, filla de Lluís Felip I, a qui va conèixer mentre visitava la cort de les Tuileries. Tanmateix, aquest matrimoni hauria requerit la seva conversió del luteranisme al catolicisme romà i, per tant, no se'n va sortir res. Més tard es va casar amb el seu cosí Príncep August de Saxònia-Coburg i Gotha. Ernest també va ser considerat per la reina Maria Christina de Dowager com a possible marit per a la seva filla petita Isabel II d'Espanya i per la reina Victòria per a la seva cosina la princesa Augusta de Cambridge.
El 3 de maig de 1842, a Karlsruhe, Ernest es va casar amb la princesa Alexandrine de Baden, de 21 anys. Era la filla gran de Leopold, gran duc de Baden, i de la princesa Sophie de Suècia, filla del deposat rei Gustav IV Adolf. Tot i que va donar el seu consentiment, el seu pare va quedar decebut que el seu primer fill no va fer més per avançar les preocupacions de Coburg. El matrimoni no tenir cap fill, tot i que aparentment Ernest va tenir almenys tres fills il·legítims en els anys posteriors.
Ernest havia patit una malaltia venèria en la seva adolescència tardana i principis dels anys vint, molt probablement com a conseqüència de viure un estil de vida salvatge i promiscu. S'havia comportat de tal manera per la tutela del seu pare, que va portar els seus fills a "tastar els plaers" de París i Berlín, a "horror i vergonya" d'Albert. L'Ernest s'avia deteriorat tan visiblement d'aparença com a conseqüència que Sarah Lyttelton, una dona que esperava per visitar la reina Victòria, va observar al 1839 el castell de Windsor que era "molt prim i de galta buida i pàl·lida i sense semblança amb el seu germà ni gaire bellesa. Però té uns ulls ben foscos i els cabells negres i una figura clara i un gran aspecte d'esperit i afany". Més tard aquell any, Albert va aconsellar al seu germà que trobés una dona fins que es recuperés totalment la seva "condició". Va advertir, a més, que la promiscuïtat continuada podria deixar a Ernest incapaç de tenir fills paterns. Alguns historiadors creuen que mentre ell mateix pogués fer pare a altres fills, la malaltia feia infèrtil la seva jove esposa.
A mesura que passaven els anys amb una infertilitat cada vegada més gran, Ernest es va anar allunyant més de la seva dona i va ser contínuament infidel. Tot i que Alexandrine va continuar dedicant-se, decidint ignorar les relacions que coneixia, la seva lleialtat es va tornar cada cop més desconcertant per a aquells que eren fora de la seva família immediata. El 1859, després de disset anys de no tenir fills, Ernest no va tenir cap interès en la seva esposa.

## Duc de Saxònia-Coburg i Goth
El 29 de gener de 1844, el pare d'Ernest va morir a Gotha, un dels territoris que havia adquirit recentment la seva família. Ernest va tenir com a conseqüència als ducats de Saxònia-Coburg i Gotha com a Ernest II.

## Elaboració d'una constitució
Molt extravagant, Ernest va tenir molts problemes monetaris durant tot el seu regnat. El gener de 1848, Ernest va visitar el seu germà en plena inquietud política a Alemanya. Al seu retorn, també va descobrir el malestar a Coburg. Una de les moltes preocupacions relacionades amb les finances. Tot i que Ernest tenia una gran herència, també tenia deutes freqüents. Cada vegada eren més les trucades per nacionalitzar la major part de la seva propietat. De fet, Albert va haver d'intervenir en un moment i salvar el germà de la vergonya de perdre una de les seves propietats de Coburg.
Durant la crisi de 1848 a Alemanya, Albert havia estat construint el seu propi pla de reforma liberal, en virtut del qual un únic monarca, canceller i parlament uniria els estats alemanys; a més, cada estat conservaria la seva actual dinastia dominant. Com que aquest pla pertanyia al seu germà, a Ernest se li va donar una còpia amb l'esperança que desenvolupés la seva pròpia constitució liberal. Posteriorment, Ernest va fer algunes concessions, però la seva posició es va mantenir sòlida, sense comptar el problema creixent dels seus deutes. Es va redactar i promulgar una constitució el 1849 a Gotha, tot i que una existia a Coburg des de 1821. El 1852, ambdues constitucions es convergien en una, cosa que convertí la unió personal dels dos ducats en una unió real; els ducats eren ara inseparables, amb un conjunt d'institucions comunes. Durant la crisi política, les concessions puntuals i el costum popular d'Ernest de barrejar-se amb "la gent en el plaer" van ser fonamentals per evitar que perdés el tron. A més, diverses fonts contemporànies afirmen que Ernest era un governant capaç, just i molt popular, que també pot haver ajudat a mantenir-lo en el poder.

## Guerres de Schleswig-Holstein
Des de 1848 fins a 1864, Dinamarca i la Confederació Alemanya van lluitar per controlar els dos ducats de Schleswig i Holstein. Històricament, els ducats havien estat governats per Dinamarca des de l'època medieval, però restà una gran majoria alemanya. Aquesta majoria es va provocar a la rebel·lió després que Frederic VII de Dinamarca anunciés el 27 de març de 1848 que els ducats es convertissin en part integrant de Dinamarca sota la seva nova constitució liberal. Prússia aviat es va implicar, donant suport a l'aixecament i va començar la Primera Guerra de Schleswig. Ernest va enviar 8.000 homes inicialment, sumant-se a l'exèrcit enviat per la Confederació Alemanya. També va desitjar que se li oferís un treball militar durant la guerra, però va ser rebutjat, ja que era "extremadament difícil oferir-me una posició a l'exèrcit de Schleswig-Holstein corresponent al meu rang", segons les seves memòries. Va acceptar un comandament més petit, arribant a dirigir un contingent turc ; va comentar en una carta al seu germà que "hauria d'haver rebutjat cap altre comandament d'aquest tipus, però no puc rebutjar-lo, ja que, en la condició actual dels nostres Estats, és important mantenir el poder executiu a les nostres mans". Com a comandant d'un cos alemany, Ernest va ser fonamental per guanyar la batalla d'Eckernförde el 5 d'abril de 1849 contra les forces daneses, capturant dues fragates. En aquest moment, Ernest es va interessar al Parlament de Frankfurt i pot haver esperat ser escollit emperador alemany, però va instar el rei Frederic de Prússia a prendre aquesta posició, tot i que sense èxit. Ernest també va provocar una conferència de Berlín de prínceps alemanys el 1850; va valorar molt aquestes oportunitats per la influència política que li van aportar.

## Relació amb Victoria i Albert
La primera guerra va acabar el 1851, però es reprendria el 1864. Durant aquest interludi, Ernest es va oposar fervorosament al matrimoni del seu nebot Albert Edward, príncep de Gal·les ('Bertie'), amb la princesa Alexandra de Dinamarca, filla del futur Cristià IX. de Dinamarca (i per tant enemic dels estats alemanys). Creia que un partit així volava davant dels interessos alemanys. Albert va respondre enfadat: "Què té això a veure amb tu?... Vicky s'ha arrebossat els seus cervells per ajudar-nos a trobar algú, però en va... No tenim cap altra [raó]". Albert va acceptar que hi havia problemes amb el partit, però com que no podia trobar cap núvia alternativa, va escriure a Ernest que mantenir l'afer una qüestió privada (i fora del regne del govern) era "l'única manera d'evitar un trencament amb Prússia i l'única manera de mantenir el joc a les nostres pròpies mans, imposen les condicions que creiem necessàries i, en la mesura que puguem, enlairen la seva avantatge política". Albert també va advertir al seu fill dels esforços d'Ernest que interferissin en el partit, comentant: "El teu oncle... intentarà la mà en aquest treball. La millor defensa serà no participar en el tema, si l'hauria de fer servir". Poc després d'escriure aquestes cartes, el príncep Albert va morir el 14 de desembre de 1861. La seva mort va ajudar a Ernest a reparar la seva relació amb la seva cunyada, ja que Victoria s'havia enfadat cada cop més per les objeccions d'Ernest al partit danès. Els dos germans sempre havien estat a prop, siguin quins fossin els seus desacords, i la mort d'Albert va deixar a Ernest "desgraciat", va assenyalar Victoria en una carta a la seva filla gran. No obstant això, la mort no va resoldre el seu argument; veient que la seva implicació directa no havia aconseguit persuadir Victoria, Ernest va intentar una nova tàctica. Va començar a difondre xafarderies sobre Alexandra i la seva família, dient que la seva mare la princesa Louise" tenia fills il·legítims i Alexandra tenia coques amb oficials joves"; també va escriure a la mateixa Louise, advertint que Bertie seria una elecció desafortunada per a un marit. A més, Ernest es va reunir amb el seu nebot a Thebes, probablement intentant descoratjar-lo del partit personalment. En una carta de l'11 d'abril, Victoria va descontentament a la seva filla gran: "No em vas dir que Bertie havia conegut l'oncle Ernest a Tebes... Sempre estic alarmat quan penso que l'oncle Ernest i Bertie estan junts com que jo sé que el primer farà tot el possible per contrarestar Bertie contra el matrimoni amb la princesa Alix". Malgrat la desaprovació d'Ernest, Bertie es va casar degudament amb Alexandra el 10 de març de 1863.
La seva estreta relació amb la cort anglesa li va donar una posició de gran influència i el matrimoni de la seva neboda, la princesa Victòria, amb el príncep Frederic va reforçar encara més els seus vincles amb Prússia, i el 1862 es va oferir a posar a disposició del rei de Prússia les seves tropes en cas de guerra. Però el seu liberalisme va provocar un augment en la sospita a Alemanya de la influència de Coburg. Els conservadors prussians aviat es tornarien contra ell i, en particular, es va oposar al president del ministre prussià, Otto von Bismarck.
Durant la guerra civil nord-americana, el duc va assignar a Ernst Raven al càrrec de cònsol a l'estat de Texas. El 30 de juliol de 1861, Raven va sol·licitar al govern confederat un exequàtur diplomàtic i va ser acceptat.

## Nominació pel tron de Grècia
El 23 d'octubre de 1862, Otó I de Baviera, rei de Grècia, va ser deposatat en un cop sense sang. Els grecs estaven ansiosos perquè algú a prop de Gran Bretanya i la reina Victòria substituís Otó; alguns volien permetre que el príncep Alfred, duc d'Edimburg (el seu segon fill) triomfés com a rei de Grècia. Va ser elegit amb el 95% dels vots al referèndum de l'estat grec de 1862. Després de confirmar la seva inelegibilitat, els grecs van començar a buscar altres possibles candidats, que van incloure el duc Ernest per suggeriment del govern britànic. Segons el seu raonament Victoria, si Ernest prengués el tron grec, Alfred podia prendre immediatament la seva herència i succeir a Ernest com a duc (el príncep de Gal·les va passar la seva reclamació al ducat de Saxònia-Coburg i Gotha al seu germà petit.). Molts eren partidaris de la seva nominació, inclòs el primer ministre Henry John Temple i la cunyada d'Ernest. En una carta escrita al seu oncle Leopold I de Bèlgica, Victòria va manifestar el seu suport a una nova branca reial de la casa de Saxònia-Coburg i Gotha (ja que Leopold havia estat escollit rei dels belgues el 1831), així com el seu desig per al seu segon fill, Alfred, per succeir el seu oncle al ducat. Tot i que, mentre que les negociacions continuaven, va començar a perdre l'entusiasme per la idea.
Hi va haver problemes per a la nominació; Ernest no tenia fills legítims i, per tant, hauria hagut d'adoptar un dels prínceps de casa per succeir-lo com a rei de Grècia. Per solucionar aquest problema, Ernest va suggerir a Henry John Temple que prengués simplement el títol de regent de Grècia i mantingués el regne en confiança pel seu hereu escollit. També estipulava que si acceptava el tron, hauria d'estar subjecte a certes garanties de les altres potències. L'aparent interruptor de negocis, però, era el fet que Ernest volia adquirir el tron grec i mantenir el control dels seus ducats més "segurs". Al final, el gabinet britànic va considerar que les condicions proposades eren inacceptables. Les seves recomanacions després de ser rebutjades, Ernest al seu torn es va negar. El 1863, el tron grec va ser acceptat per un altre membre d'una família reial: el germà petit de la princesa de Gal·les, el príncep Jordi I de Grècia. Ernest comentaria més tard: "Que aquesta copa m'hagués estalviat, sempre he considerat com una peça de bona fortuna".

## Guerres austro-prussianes i francoprussianes
Vegeu també: Guerra Austroprussiana-Guerra francoprussiana
Ernest, com el seu germà, era partidari d'un estat federal unificat per Alemanya. En buscar aquest objectiu, a Ernest li agradava aprofundir en qualsevol sistema polític que prometés tenir més èxit. Posteriorment va veure el creixement del liberalisme a Alemanya amb molt d'interès i va intentar construir vincles amb els líders del moviment. Durant la vida d'Albert, Ernest va tenir un gran interès pel moviment per la reforma i va ser percebut com un progressista dins d'Alemanya. La seva visió favorable al liberalisme va fer que el seu ducat es convertís en asil per a refugiats polítics d'altres estats alemanys. El 1863, va assistir a la Conferència liberal de Frankfurt, que va ser obertament evitada per Prússia més conservadora. Tot i que la seva assistència no el va fer amic a Prússia, va desenvolupar contactes tan forts a Àustria que molts el van considerar com un líder potencial en el conflicte creixent entre les potències del nord i del sud. Però es va cansar dels consells que va rebre d'Albert sobre el tema; ja que Ernest "no estava en cap cas inclinat a consentir una norma energètica com la que vaig adoptar immediatament després per a la perfecció del sistema constitucional", segons les cartes d'Albert.
La guerra austro-prussiana de 1866 es va desencadenar pel desig dels líders conservadors alemanys d'unificar, encara que en termes diferents que els seus homòlegs liberals. Ernest va instar els líders prussians contra la guerra imminent i va ser un defensor actiu de la causa austríaca. Tot i que Ernest seguia normalment més polítiques liberals que molts dels seus homòlegs, va començar a canviar les seves opinions per alinear-se més a prop amb Bismarck a mitjans de la dècada de 1860. Malgrat aquest canvi en les seves visions polítiques privades, encara tenia forts vincles públics amb Àustria, on el seu cosí Alexander, el comte Mensdorff, era ministre d'Afers Exteriors, i ningú no preveia que Ernest s'enfrontés immediatament als prussians més ben equipats en acabar la guerra. El seu raonament s'entén normalment com que actua en l'interès dels seus ducats i, per extensió, d'ell mateix. Alguna influència va ser de Bismarck, que va explicar la seva política i tàctica en una carta a Ernest. Independentment, es considerava una traïció a antics amics; La reina Victòria va comentar que l'Ernest "podria haver acceptat la neutralitat; per això podria ser necessari, però per canviar colors no puc pensar bé".
Ernest va ser afortunat a favor del victoriós Prússia; pels seus serveis va rebre el bosc de Schmalkalden. Molts altres ducs, prínceps i reis alemanys que havien donat suport a Àustria van patir immensament a les mans de Hohenzollern. Hannover, Hesse-Kassel i Nassau, per exemple, van ser tots annexionats a Prússia a costa dels seus respectius governants. Tot i que recentment només havia canviat la seva visió política, a Ernest se li va permetre muntar al capdavant del seu batalló durant la desfilada de la victòria. La seva neboda més gran, la princesa de la corona prussiana Victòria ("Vicky") s'ha mostrat satisfeta amb el seu suport prussià i ha comentat "No estic acostumat a escoltar tanta lloança a Coburg aquí. [Ernest] no estava entre els enemics aixafats i colpejats, però és prou trist com ho és per veure, tants dels amics que pateixen els efectes dels seus mal càlculs". El marit de Victoria, el príncep germànic Frederic, també es va mostrar satisfet per la decisió d'Ernest, escrivint en el seu diari el 28 de setembre de 1871, que la societat del duc sempre em proporciona un plaer peculiar, sobretot... quan el seu cor batega tan càlidament per a Alemanya.

El suport d'Ernest als prussians a la guerra austro-prussiana i després a la guerra francoprussiana va fer que ja no fos el líder potencial d'un moviment polític; tot i que era cert que havia pogut retenir els seus ducats, havia arribat a un preu. Segons la historiadora Charlotte Zeepvat, Ernest "es va perdre cada cop més en un remolí de diversions privades que només guanyaven menyspreu des de fora". Ernest va integrar els seus pensaments polítics en l'àmbit privat, preferint escriure articles clandestinament a la premsa de Coburg que cada cop es van embrutar contra Anglaterra. El 1886, Ernest va publicar Co-Regents and Foreign Influence in Germany, un fulletó que va enfadar molt la seva família; tot i que produït de forma anònima, ningú no dubtava que fos escrit per Ernest. Va atacar a Vicky com a alemanya deslleial que depenia massa de la seva mare i va declarar que havia estat massa indiscreta per transmetre informació confidencial tant durant la guerra com en temps de pau. La reina Victòria estava furiosa, escrivint a Vicky: 
| « | "El que em vas dir de l'oncle Ernest i aquest fulletó és simplement monstruós. Us asseguro que vaig sentir una gran dificultat per escriure-li el seu aniversari, però ho vaig escriure tan breu i fresc com he pogut amb el civisme". "Estimat oncle, Ernest, ens fas mal a tots per les teves maneres estranyes i la teva incontrolable llengua amb la teva imaginació molt viva". | » |

## Anys posteriors

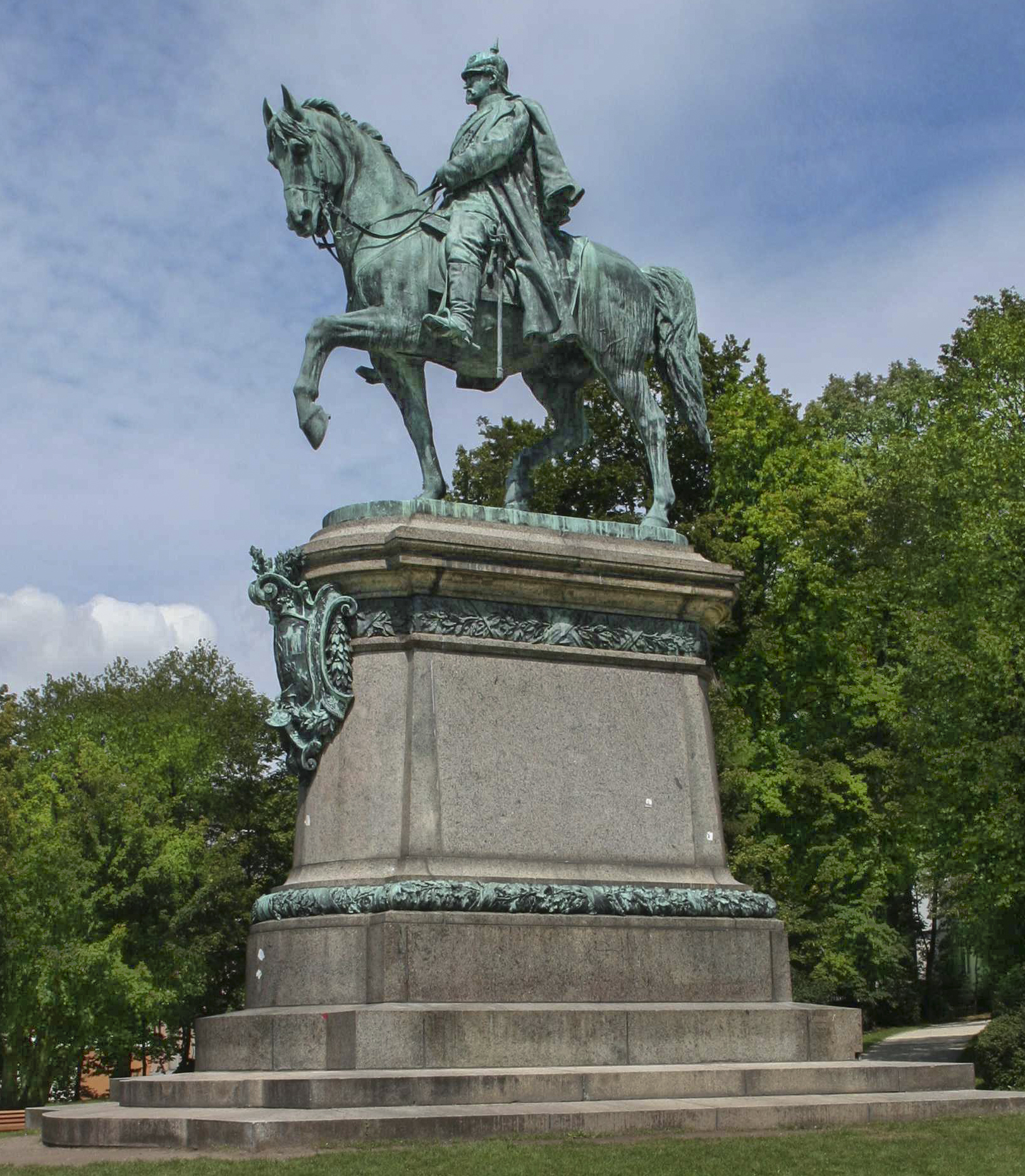
Coburg-Hofgarten-Reiterdenkmal.

Més tard en el seu regnat, les accions d'Ernest van aconseguir enfadar-se contínuament amb la seva cunyada. Tot i que Victoria estimava a Ernest perquè era el germà d'Albert, estava disgustada perquè Ernest escrigués les seves memòries, preocupant-se del seu contingut sobretot pel que fa al seu marit mort. Malgrat les seves disputes, Ernest encara es reunia amb Victoria i la seva família ocasionalment. El 1891, es van reunir a França; La dama de Lady Victoria va comentar que "el vell duc de Saxe-Coburg-Gotha ha estat aquí avui amb la seva dona. És l'únic germà i el home del Príncep Consort, la reina no li agrada especialment. Sempre està escrivint fulletons anònims contra la reina i l'emperadriu Frederic, cosa que crea naturalment una gran molèstia a la família".
Al llarg del seu regnat, Ernest havia estat conegut per la seva extravagància i deixadesa; a mesura que es feia gran, Ernest gaudia del xafardeig i era "ara un vell roure completament discrepa ble que gaudia de la indignació provocada per les seves accions", portant a Vicky a declarar que el seu oncle "era el seu propi enemic". El seu comportament i la seva manera de vestir es van convertir cada cop en una broma per a les generacions més joves. La seva neboda Marie d'Edimburg descriuria posteriorment a Ernest com "un vell beau, estret amb un capell massa ajustat per la seva massa i incòmode a la cintura, portant un barret de dalt, uns guants de color llimona i una rosebud a la seva solapa". Va posar-se en pes i, tot i que, sobre el paper, la riquesa era gran, encara es trobava constantment en deute.
Excel·lent músic i compositor aficionat durant tota la seva vida, Ernest va ser un gran mecenes de les arts i les ciències a Coburg, donant sovint premis i títols a membres del món artístic i científic, com ara Paul Kalisch, un cantant d'òpera alemany i el químic anglès William Ernest Bush. Ernest va compondre cançons, himnes i cantates, a més de peces musicals per a l'òpera i l'escenari, entre les quals hi havia Die Gräberinsel (1842), Tony, Oder die Vergeltung (1849), Casilda (1851), Santa Chiara (1854) i Zaïre, que es va estrenar amb èxit a Alemanya. També va poder dibuixar i tocar el piano. Una de les seves òperes, Diana von Solange (1858), va impulsar a Franz Liszt l'any següent a escriure per a orquestra Festmarsch nach Motiven von EH z. S.-C.-G., S.116 (EH z. S.-C.-G. va ser un curt per a Ernst Herzog zu Sachsen-Coburg-Gotha). Tanmateix, la seva producció a la Metropolitan Opera de Nova York el 1890 va inspirar moltes crítiques, amb un espectador comentant que la seva "música era simplement una brossa". Ernest també era un àvid caçador i esportista; un contemporani va remarcar que era "un dels esportistes més importants i afiliats produïts pel segle actual". A més, Ernest era un entusiasta patró de tot allò relacionat amb la història natural, per exemple viatjant a Abissínia amb el zoòleg alemany Alfred Brehm el 1862. Aquell viatge estava cronitzat en un llibre, Reise des Herzogs Ernst von Sachsen- Koburg-Gotha nach Ägypten, publicat el 1862. També va publicar les seves memòries en tres volums: Aus meinem Leben und aus meiner Zeit (1888-1890).
Ernest II va morir a Reinhardsbrunn el 22 d'agost de 1893 després d'una curta malaltia. Un esportista de tota la vida, aparentment les seves últimes paraules eren "Que comenci la conducció!" El seu funeral es va celebrar a la Morizkirche de Coburg; milers de persones van acudir al funeral, entre ells l'emperador Guillem II de Prússia i el príncep de Gal·les. És enterrat al mausoleu ducal de la Friedhof am Glockenberg que ell mateix havia construït el 1853–58. Ernest va ser succeït pel seu nebot el príncep Alfred, duc d'Edimburg.

## Herència a Saxònia-Coburg i Gotha
Durant gran part del regnat d'Ernest, l'hereu de Saxònia-Coburg i Gotha va ser el seu únic germà príncep Albert, consort de la reina Victòria. Quan es va fer cada vegada més clar que Ernest restaria sense fills, es va fer real la possibilitat d'una unió personal entre els seus ducats i el Regne Unit, una realitat que es considerava indesitjable. Es van fer arranjaments especials mitjançant una combinació de clàusules constitucionals i renúncies per passar el tron d'Ernest a un fill d'Albert mentre impedia la unió personal. En conseqüència, el príncep Alfred, duc d'Edimburg, el segon fill gran del seu germà, va ser designat presumpte hereu de l'infant Ernest, quan el seu germà gran, el príncep de Gal·les (després rei Eduard VII del Regne Unit), va renunciar als seus drets de successió.
Van sorgir problemes sobre l'autoritat per controlar la crisi de la seva presumpta herència. Com a cap de la família Coburg, normalment Ernest hauria estat capaç d'organitzar l'educació i l'educació general d'Alfred sense problema. No obstant això, això no era el cas. Alfred estava trencat entre el seu naixement britànic i la seva herència alemanya. Això es va produir en part perquè Alfred va estar en segona línia al Regne Unit fins al naixement del seu nebot el príncep Albert Víctor del Regne Unit, el 1864. Un exemple dels molts problemes de la seva educació es referia a la llengua que parlaria. Tot i que va créixer aprenent alemany, la seva llengua materna es va decidir a ser l'anglès. A més, es va triar una carrera naval per a Alfred, una professió habitual per a un príncep britànic, però gairebé inaudita per a un príncep alemany. Ernest també volia que Alfred fos educat a Coburg, però el seu germà es va negar. El rebuig d'Albert es va derivar molt probablement de la reacció britànica negativa que hauria tingut inevitablement lloc i del fet que Albert tenia por del desenvolupament moral d'Alfred. Així, malgrat les protestes d'Ernest, no va ser desitjat durant la vida d'Albert. El 1863, Ernest va dir a Victoria que era hora que Alfred abandonés la marina i entrés en una universitat alemanya. Al març de l'any següent, es va decidir que Alfred assistís a la Universitat de Bonn, però es va deixar de plantejar el seu futur, ja que tenia reserves sobre la residència permanent fora d'Anglaterra. El tema es va resoldre; Alfred va venir a acceptar la seva herència, i Victòria va comprendre i va acceptar que Ernest havia de participar en la criança del seu presumpte hereu, amb un fort element alemany afegit a la seva educació i (amb molta cura) les visites a Coburg.

## Als mitjans de comunicació
Ernest apareix a la sèrie ITV de la Victoria de 2016, però es representa amb exactitud per tenir una aventura amb Harriet Sutherland-Leveson-Gower, duquessa de Sutherland. A la vida real, Ernest probablement mai va conèixer la duquessa; ja era casat en aquell moment, i la duquessa era dotze anys més gran que ell.